# 会江駅
会江駅（かいこう-えき）は、中華人民共和国広東省広州市番禺区石北大道と石中二路の間に位置する広州地下鉄2号線の駅である。

## 利用可能な鉄道路線
広州地下鉄
■2号線

## 駅構造
| 地下1階 | コンコース                 | 改札口、自動券売機、サービスセンター、駅商店、駅警備室、セキュリティ |  |
| 地下2階 | 2番線                      | 2号線 石壁へ（広州南駅方面）                                         |  |
|         | 島式ホーム、左側の扉が開く |                                                                      |  |
|         | 1番線                      | 2号線 南浦へ（嘉禾望崗方面）                                         |  |

## 歴史
- 2010年9月25日 - 2号線開業。

## 隣の駅
広州地下鉄
■2号線
石壁駅 202 - 会江駅 203 - 南浦駅 204